# Дженола

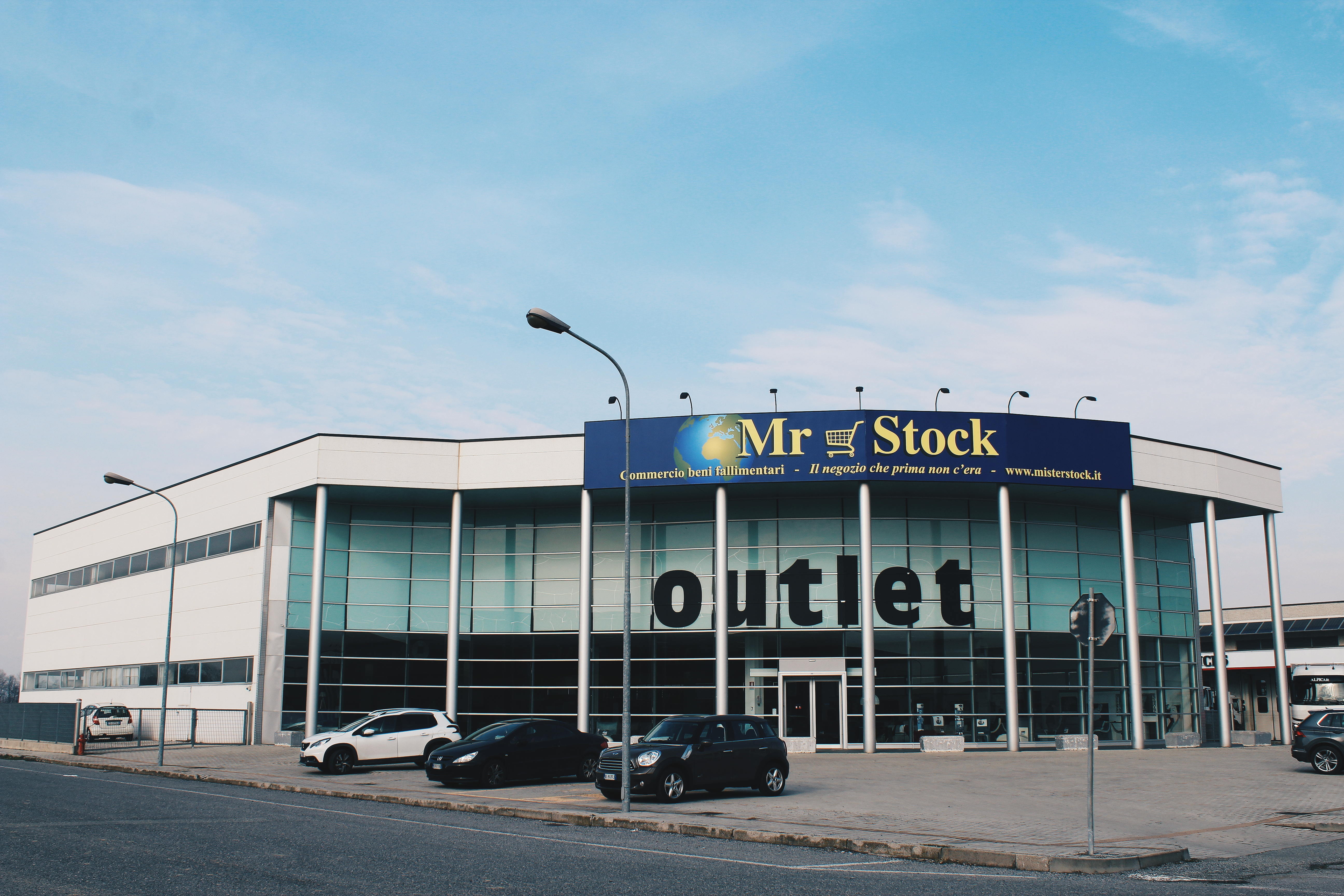
A shop in Genola.

Дженола (итал. Genola) — коммуна в Италии, располагается в регионе Пьемонт, в провинции Кунео.
Население составляет 2424 человека (2008 г.), плотность населения составляет 186 чел./км². Занимает площадь 13 км². Почтовый индекс — 12040. Телефонный код — 0172.
Покровителем коммуны почитается святой Маркиан (San Marziano), празднование в третье воскресение мая.

## Демография
Динамика населения:

## Города-побратимы
- Маркос-Хуарес, Аргентина

## Администрация коммуны
- Официальный сайт: